# Quatermass (album)
Quatermass is het enige studioalbum van de gelijknamige band. In 1970 kwamen Robinson, Gustafson en Underwood in de Abbey Road Studio om hun eerste in een reeks albums op te nemen. Het bleef slechts bij een album. De muziek was progressieve rock in de stijl van The Nice en Emerson, Lake & Palmer, gezien de samenstelling (basgitaar, toetsen en drums) niet onlogisch. Opnamen vonden plaats in de Abbey Road Studios
Er gaan verhalen dat Quatermass de oorzaak was van een van de opbrekingen van Deep Purple. Voor het album Stormbringer uit 1974 wilde Richie Blackmore een cover opnemen van Black sheep of the family. Andere leden weigerden en in 1975 nam Blackmore het op, met wat zijn nieuwe groep zou worden Rainbow en gaf het uit op het debuutalbum Ritchie Blakmore's Rainbow. Het zorgde voor een opleving binnen de verkoopcijfers van dit album, dat echter nooit een albumlijst zou halen. 
De platenhoes was van Hipgnosis met Storm Thorgerson. Het album kreeg relatief veel heruitgaven al dan niet met bonustracks.
In het begeleidend orkest zat Paul Buckmaster. Hij werd een bekende op muziekgebied. Hij begeleidde onder andere Elton John en schreef de muziek bij 12 Monkeys. In de 21e eeuw was hij nog actief bij Trains Drops of Jupiter en Taylor Swifts Speak Now. Wanneer het album in 2019 opnieuw op langspeelplaat wordt uitgebracht, constateert Wouter Bessels, dat de muziek nog niet aan kracht heeft ingeboet met spectaculair hammondorgelwerk.

## Musici
- John Gustafson – zang, basgitaar
- Peter Robinson – toetsinstrumenten
- Mick Underwood – slagwerk

Met

### Viool
- Tony Gilbert (leider)
- John Kirkland
- David Katz
- Billy Millar
- Charlie Vorsanger
- Les Maddox
- Gerald Enns
- Harold Parfitt
- Paul Scherman
- Homi Kanga
- Jack Rothstein
- Henry Datyner
- Bill Armon
- Michael Jones
- Laurie Clay
- Derek Jacobs

### altviool
- Steve Shingle
- Chris Wellington
- Henry Myerscough
- Ian White
- Bernard Davis
- John Graham

### Cello
- Paul Buckmaster (leader)
- Boris Rickelman
- Francis Gabarr
- Peter Wilson
- Freddy ALexander
- Chris Green

### contrabas
- Frank Clarke
- Joe Mudele
- Arthur Watts

## Muziek
| #  | Side 1 Title                | Songwriters                                 |       |
| -- | --------------------------- | ------------------------------------------- | ----- |
| 1. | "Entropy"                   | Peter Robinson                              | 1:10  |
| 2. | "Black Sheep of the Family" | Steve Hammond                               | 3:36  |
| 3. | "Post War, Saturday Echo"   | Peter Robinson, John Gustafson, Graham Ross | 9:42  |
| 4. | "Good Lord Knows"           | John Gustafson                              | 2:54  |
| 5. | "Up on the Ground"          | John Gustafson                              | 7:08  |
| #  | Side 2 Title                | Songwriters                                 |       |
| 1. | "Gemini"                    | Steve Hammond                               | 5:54  |
| 2. | "Make up Your Mind"         | Steve Hammond                               | 8:44  |
| 3. | "Laughin Tackle"            | Peter Robinson                              | 10:35 |
| 4. | "Entropy (Reprise)"         | Peter Robinson                              | 0:40  |
| #  | (bonus tracks on reissue)   | Songwriters                                 |       |
| 5. | "One Blind Mice"            | John Gustafson                              | 3:15  |
| 6. | "Punting"                   | John Gustafson                              | 7:09  |